# Mareleptopoma karpatensis
Mareleptopoma karpatensis is een slakkensoort uit de familie van de Pickworthiidae. De wetenschappelijke naam van de soort werd in 1984 voor het eerst geldig gepubliceerd door Robert Moolenbeek en Marien J. Faber.